# Michel Madelain
 (juillet 2023).
Michel Madelain, né le 9 janvier 1956,, est un homme d'affaires français.

## Biographie
Michel Madelain est un ancien haut responsable de Moody's.
Il est actuellement Trustee de l'IFRS Foundation.
Michel Madelain est membre du conseil d'administration de China Construction Bank.